# Lorenzo Tio
Lorenzo Tio junior, eigentlich Anselm Lorenzo Tio, (* 21. April 1893 in New Orleans, Louisiana; † 24. Dezember 1933 in New York City) war ein US-amerikanischer Jazz-Klarinettist des New Orleans Jazz und Lehrer zahlreicher New-Orleans-Musiker. Außerdem spielte er Oboe.

## Leben und Wirken
Lorenzo Tio hatte eine klassische Musikausbildung und war wie sein gleichnamiger Vater Lorenzo Tio senior (1867–1908) und sein Onkel Louis „Papa“ Tio in New Orleans als Klarinettist sehr bekannt. Bereits mit neun Jahren spielte er in den Marching Bands, mit 17 Jahren in den Onward Brass Band und der Excelsior Brass Band von New Orleans. Dort spielte er weiterhin in großen Bands wie dem „Lyre Club Symphony Orchestra“ und in kleineren Brass-Bands. 1913 spielte er bei Papa Celestin und 1915 mit King Oliver im Pete Lala’s. 1916 ging er mit der Band von Manuel Perez nach Chicago, wo er auch mit Charlie Elgar spielte. Er spielte aber auch immer wie der in New Orleans, z. B. mit der Band von Papa Celestin. 1918 bis 1928 spielte er auch häufig mit Armand J. Piron, mit dem er in New York aufnahm (1923). 1930 zog er nach New York; dort spielte er mit anderen New Orleans Musikern regelmäßig auf Dampfbooten, die auf dem Hudson Ausflugsfahrten unternahmen und im „Nest Club“, aber auch im Cotton Club und im „Roseland“. Es existieren Aufnahmen u. a. mit Sidney Bechet, Clarence Williams (1924) und Jelly Roll Morton (1930).
Sein Stil war für den New Orleans Jazz prägend, insbesondere auch weil er als Lehrer eine große Zahl wichtiger Jazzmusiker zu seinen Schülern zählte, darunter Sidney Bechet, Albert Nicholas, Jimmie Noone, Omer Simeon (den er nach Cottrell für seinen besten Schüler hielt), Johnny Dodds, Louis Cottrell junior, Emile Barnes, Wade Whaley und Barney Bigard. Seine Schüler unterrichtete er dabei nicht im Jazz, sondern brachte ihnen musikalische Grundlagen bei wie Notenlesen und die Grundbegriffe der Musiktheorie, Gehörtraining (nach einem „Solfeggio“ genannten Verfahren) und Spieltechniken für die Klarinette, wobei er das sogenannte „Albert System“ benutzte. Tio war der Ansicht, nach Erlernen solider Grundlagen würde das Improvisations-Spiel im Spiel mit anderen Jazzmusikern von selbst kommen.
Er war mit der Schwester von Peter Bocage, Lillian, verheiratet, die Gitarre spielte.